# Scopula luctuata
Scopula luctuata är en fjärilsart som beskrevs av Hans Rebel 1914. Scopula luctuata ingår i släktet Scopula och familjen mätare. Inga underarter finns listade.